# Varuninae
Varuninae zijn een onderfamilie van krabben (Brachyura) uit de familie Varunidae. Aan de Belgische en Nederlandse kust behoren de exoten de blaasjeskrab, de penseelkrab en de Chinese wolhandkrab tot deze onderfamilie.

## Geslachten
De Varuninae omvatten de volgende geslachten:
- Acmaeopleura Stimpson, 1858
- Brachynotus De Haan, 1833
- Cyrtograpsus Dana, 1851
- Eriocheir De Haan, 1835
- Grapsodius Holmes, 1900
- Hemigrapsus Dana, 1851
- Neoeriocheir T. Sakai, 1983
- Noarograpsus N. K. Ng, Manuel & Ng, 2006
- Orcovita Ng & Tomascik, 1994
- Otognathon Ng & Stevcic, 1993
- Parapyxidognathus Ward, 1941
- Platyeriocheir N. K. Ng, J. Guo & Ng, 1999
- Pseudogaetice Davie & N. K. Ng, 2007
- Pseudograpsus H. Milne Edwards, 1837
- Ptychognathus Stimpson, 1858
- Pyxidognathus A. Milne-Edwards, 1879
- Scutumara Ng & Nakasone, 1993
- Tetragrapsus Rathbun, 1918
- Utica White, 1847
- Varuna Milne Edwards, 1830